# Хаммонд (Индиана)
Ха́ммонд (англ. Hammond) — город расположенный в северо-западной части штата Индиана в США. Входит в городскую агломерацию Большой Чикаго. Является крупнейшим по населению городом округа Лейк. В городе живёт примерно 80 тысяч жителей.

## Население
| Год  | Численность | Численность |
| ---- | ----------- | ----------- |
| 1975 | 102 000     | [ 8 ]       |
| 2010 | 80 830      | [ 3 ] [ 9 ] |
| 2020 | 77 879      | [ 4 ]       |

## Города-побратимы
- Галац, Румыния